# Tim Booth

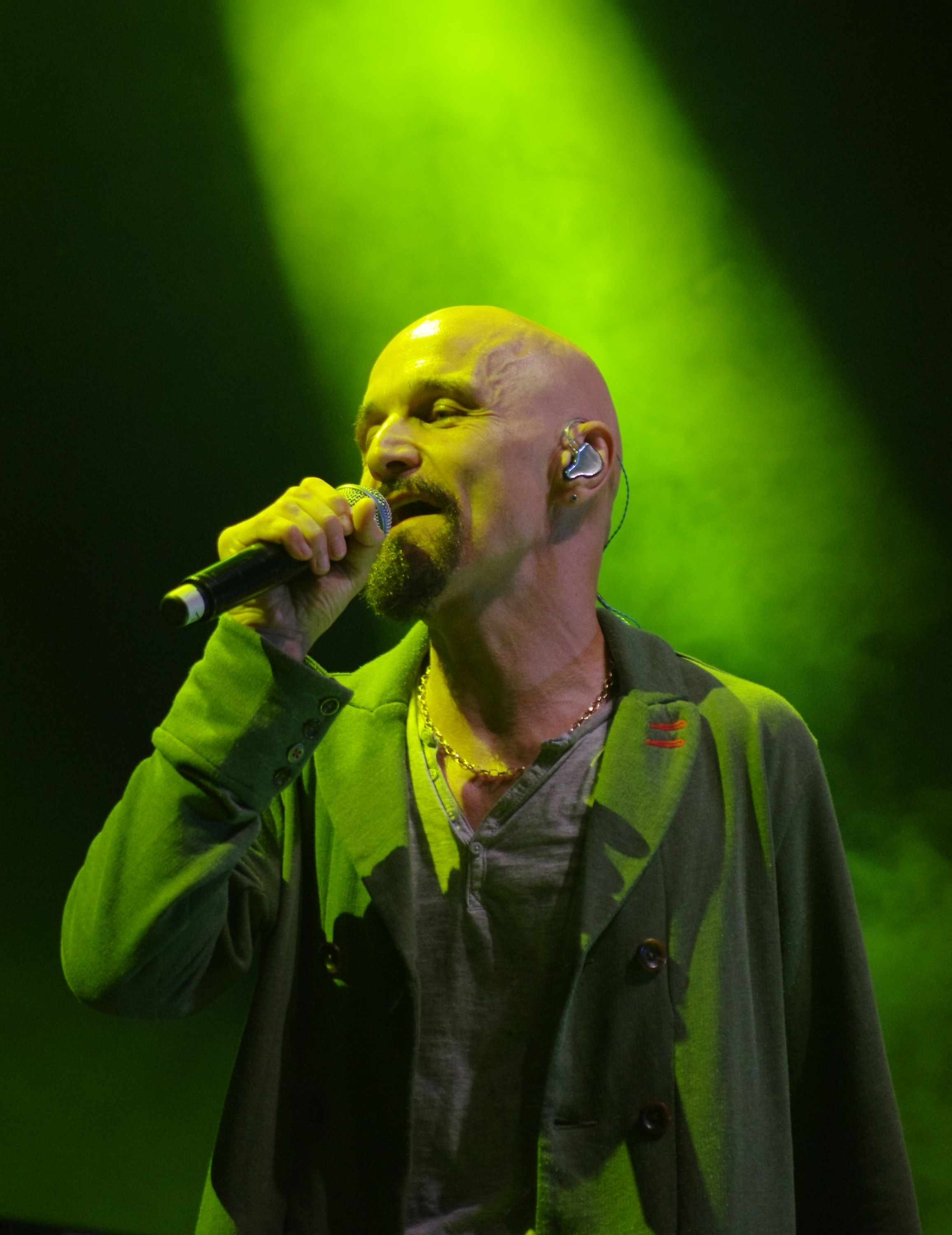
Tim Booth beim Haldern Pop Festival 2013

Timothy John Booth (* 4. Februar 1960 in Bradford) ist ein britischer Sänger, Tänzer und Schauspieler. Bekannt wurde er als Sänger der Band James.

## Karriere
Booth studierte an der University of Manchester und lernte dort Jim Glennie, Paul Gilbertson und Gilbert Whelan kennen, die von seinen Fähigkeiten als Tänzer und Sänger beeindruckt waren und ihn als Sänger in ihre Band James aufnahmen.
In den 1980er und 1990er Jahren war die Band erfolgreich und brachte mehrere Alben heraus, doch es herrschte des Öfteren Unruhe zwischen Booth und Glennie. Booth verließ im Oktober 2001 die Band und brachte 2004 sein erstes Solo-Album Bone heraus. Außerdem nahm er Schauspielunterricht. Im Jahre 2005 spielte er in Christopher Nolans Batman Begins die Rolle des gestörten Killers Victor Zsasz. 
Booth lebt mit seiner Frau und seinen zwei Kindern in der Nähe von Brighton.